# 大野均
大野均（1978年5月6日—）是一名日本橄榄球运动员。他是日本國家橄欖球隊球员。
他从日本大学期间开始成为橄榄球选手。大野于2004年第一次参加国际比赛。当时对阵韩国队。他参加了2007年和2011年世界盃橄欖球賽。